# Mejor no fumes
Mejor no fumes es una película chilena de 2011, dirigida por Daniel Peralta, protagonizada por Tomás Verdejo y filmada en la ciudad de Valparaíso. La música fue compuesta por Diego Peralta. Fue estrenada en el Festival Internacional de Cine Digital, y fue parte de la selección en el SANFIC 2011 y del Festival de Cine de Valdivia.
La película fue íntegramente filmada y producida en Valparaíso, destacando la utilización en la trama de la Plaza Aníbal Pinto y el edificio de El Mercurio de Valparaíso.

## Argumento
El joven Paulo (Tomás Verdejo), un oficinista porteño, deambula por un Valparaíso estilizado, buscando superar la ruptura con su polola Valentina. Se convertirá así en una persona oscura, malhumorada y silenciosa, se refugia en la música y en malos programas de televisión. Poco a poco en esta ciudad moderna, el joven buscará su lugar en el mundo, reacomodándose a la nueva situación. En su melancólica búsqueda interna conocerá a la joven Alma (Valentina Zamorano), una universitaria que cambia su monótona rutina, buscará el consejo de su amigo Mauro, y de su otra exnovia, Andrea.

## Reparto
- Tomás Verdejo - Paulo Arancibia
- Antonia Bannen - Andrea
- Cristóbal Valenzuela - Mauro
- Valentina Zamorano - Alma
- Fernando Mena - David
- Catalina Aguayo - Valentina
- Javier Barría - Librero
- Carolina Arriagada - Mesera
- Sergio Hernández - Sr. Arancibia (voz)
- Consuelo Holzapfel - Sra. de Arancibia (voz)

## Premios
| Premio                                                     | Categoría      | Nominados | Resultado | Ref. |
| ---------------------------------------------------------- | -------------- | --- | --------- | ---- |
| Festival Internacional de Cine Digital, Viña del Mar, 2011 | Mejor película | rowspan="" style="background-color:var(--background-color-success-subtle, #d5fdf4); color:inherit;; text-align:center; vertical-align:middle;" \| Ganadora | [ 11 ]    |      |
| Festival Internacional de Cine de Rengo, 2011              | Mejor película | rowspan="" style="background-color:var(--background-color-success-subtle, #d5fdf4); color:inherit;; text-align:center; vertical-align:middle;" \| Ganadora | [ 11 ]    |      |